# Luis Leal (beisbolista)
Luis Enrique Leal Alvarado (Barquisimeto, estado Lara, 21 de marzo de 1957) es un ex lanzador abridor venezolano que jugó desde 1980 hasta 1985 para los Toronto Blue Jays, en las Grandes Ligas de Béisbol; y desde 1978 a 1992 para los Cardenales de Lara, en la Liga Venezolana de Bëisbol Profesional.

## En Grandes Ligas
Leal firmó con los Azulejos como agente libre amateur antes del inicio de la temporada de 1979. El joven diestro dejó sus primeros números en 12 victorias y 2 derrotas con los Azulejos de Dunedin. También participó en 1 juego con la Liga Internacional Syracuse Chiefs eñ cual ganó, para aumentar su récord en su primer año a 13-2.
En 1980 estuvo nuevamente con Syracuse y ganó 6 y perdió 5 y también tuvo su primera oportunidad con los bateadores de Grandes Ligas, al aparecer en 13 juegos, ganar 3 y perder 4 mientras lanzaba 60 entradas para los Blue Jays. El 2 de junio, Leal permitió un récord de la Liga Americana de cinco hits consecutivos para iniciar un juego.
Las siguientes tres temporadas fue incrementando su desempeño. En 1981 su récord fue de 7-13 con efectividad de 3.68 en 130 entradas lanzadas; en 1982 mejoró a 12-15, en 29 juegos y lanzando 249 entradas para una efectividad de 3.93. Tuvo récord positivo, por primera vez, cuando tuvo marca de 13-12 en 1983.
En la temporada de 1983, Leal lanzó su primer blanqueo en Grandes Ligas y lideró a los Azulejos de Toronto en el triunfo frente a Chicago White Sox 2-0, en el Comiskey Park de Chicago. El derecho larense permitió dos hits, abanicó a 5 y otorgó 2 boletos en labor completa. Los dos indiscutibles se los conectaron Greg Luzinski y Harold Baines, en el cuarto episodio. Fue la décima victoria de las 13 que consiguió en esa campaña. Sólo cuatro lanzadores venezolanos habían conseguido un juego en blanco en Grandes Ligas: Alejandro Carrasquel (4), Ramón Monzant (1) y Pablo Torrealba (1). El 14 de mayo recibió la distinción de Jugador de la Semana de la Liga Americana.
Su campaña más productiva fue en 1984, cuando registró un récord de 13 victorias y 8 derrotas, con efectividad de 3.89 y 134 ponches. En seis años en las Grandes Ligas, Leal tuvo cifras de 51–58 con efectividad de 4.14, 491 bateadores ponchados y tres blanqueadas en 946 entradas lanzadas.
Después de pasar la mayor parte de las temporadas de 1985 y 1986 con los Syracuse Chiefs de Triple A, Leal fue cambiado a los Atlanta Braves con Dámaso García por Craig McMurtry en febrero de 1987. Nunca jugó para Atlanta, pues no formó parte de la lista de entrenamiento de primavera ni de ninguno de los equipos de ligas menores de la tribu.
En el momento de su retiro, Leal se ubicaba solo detrás de Jim Clancy y Dave Stieb entre los líderes de los Azulejos en aperturas, entradas, victorias, derrotas, ponches y bases por bolas. También fue el lanzador abridor de los Azulejos el 15 de mayo de 1981, cuando Len Barker de los Indios de Cleveland lanzó un juego perfecto contra ellos.
Aunque principalmente fue un lanzador abridor a lo largo de su carrera, Leal logró un salvamento. El 19 de mayo de 1981, Leal lanzó3 1⁄3 entradas, permitiendo solo una carrera para cerrar una victoria de los Azulejos por 9-5.
Leal pasó seis temporadas en las ligas mayores, ganó 51 juegos y perdió 58, apareció en 165 juegos, lanzó 946 entradas y tuvo una efectividad de 4.14 en su carrera. Sus cifras de ligas menores mostraron un récord de 31 victorias y 14 derrotas en 89 apariciones, al lanzar en 436 entradas para una efectividad de 3.47. Luis tenía solo 30 años de edad cuando se retiró
Leal fue el jugador venezolano número 28 en llegar a las Grandes Ligas y el primero sembrado en una rotación de lanzadores en las mayores.

## Liga venezolana
Leal desarrolló toda su carrera de 14 campañas en Venezuela con Cardenales de Lara, desde la 1978-1979 hasta la 1991-1992. Lanzó 180 partidos y completó 20, obtuvo la victoria en 71 ocasiones (sexta mejor marca en la Liga Venezolana de Béisbol Profesional) y fue derrotado 49 veces (13), con 6 salvados y una efectividad de 2.81 (quinto en la historia de la Liga). Acumuló también 957.1 innings lanzados (10) y ponchó a 506 bateadores, otorgó 244 bases por bolas.
Sólo logró titularse campeón en una oportunidad, cuando los Cardenales derrotaron a los Leones del Caracas en la final de la temporada 1990-1991, posteriormente también obtuvo el subcampeonato de la Serie del Caribe, Miami 1991.
Leal fue incluido en el Museo y Salón de la Fama del Béisbol de Venezuela en 2008. También, en reconocimiento a su labor, los Cardenales de Lara retiraron el número 48 que siempre utilizó en su camiseta.